# Cantó d'Illkirch-Graffenstaden
El cantó d'Illkirch-Graffenstaden (alsacià Kanton Íllkírich-Gràffestàde) és una divisió administrativa francesa situat al departament del Baix Rin i a la regió del Gran Est. Des del 2015 té 4 municipis.

## Municipis
- Eschau
- Illkirch-Graffenstaden
- Ostwald
- Plobsheim

## Història
| Data d'elecció | Identitat          | Partit | Qualitat |
| -------------- | ------------------ | ------ | -------- |
| 2004-          | Jean-Claude Haller | UMP    |          |